# Альперт Макс Володимирович
Макс Володимирович Альперт (нар. 18 березня 1899, Сімферополь — пом. 30 листопада 1980) — радянський фотограф.

## Біографія
Народився в Сімферополі (Крим) в 1899 році в сім'ї єврейського ремісника. У 1914 р. переїхав до Одеси і вступив учнем у фотоательє. У 1919 записався добровольцем до Червоної Армії. Демобілізувавшись у 1924 році, приїхав до Москви. Працював фоторепортером в «Рабочей газете».
У 1920-ті роки він входив до асоціації фоторепортерів при московському Будинку друку. Творчість членів асоціації, де крім Макса Альперта перебували Аркадій Шайхет, В. Лобода, К. Кузнецов, А. Самсонов, Микола Петров, Семен Фрідлянд, Георгій Петрусов та інші — продовжувала традиції, закладені дореволюційними художниками, такими як Юрій Єрьомін, Сергій Іванов-Аллілуєв, Мойсей Наппельбаум або фотографи, що відобразили події Жовтневої революції та Громадянської війни: Петро Оцуп, Карл Булла, Олексій Савельєв, Григорій Гольдштейн.
У 1928 р. по тому почав співпрацювати в газеті «Правда». Знімав новий колгоспний побут і новобудови першої п'ятирічки. З 1931 працював в авторитетному журналі СРСР на будівництві, роблячи репортажі, розраховані на зарубіжного читача. Справжнім відкриттям Макса Альперта став жанр фоторепортажу — серії знімків, об'єднаних однією темою, однією подією. Найважливіші роботи молодого фотографа були зроблені на будівництві сталеливарного заводу в Магнітогорську, на прокладці Турксибу, на спорудженні Великого Ферганського каналу (всього в активі Альперта близько 50 фотонарисів). Спільно з Аркадієм Шайхетом і Соломоном Тулесом створив серію «24 години з життя Філіппових». Ця історія про робітника з московської фабрики «Червоний пролетар» була опублікована в німецькому тижневику «Arbeiter Illustrierte Zeitung» і сприяла утвердженню фоторепортажу як важливого жанру фотографії.
Одночасно Альперт, працюючи в газеті «Правда», освоював жанр фотопортрета. Він знімав практично всіх великих радянських і багатьох зарубіжних політичних діячів, відомих воєначальників, письменників і шахістів тієї епохи.
Під час Німецько-радянської війни Альперт був фотокореспондентом ТАСС. Найкращі його роботи досі є документами великої емоційної сили. Так, знімок під назвою «Комбат», де зображений за кілька миттєвостей до смерті політрук Олексій Єременко піднімає бійців у контратаку, став одним з найвідоміших у всьому фотолітописі Другої світової війни.
За роки роботи в Агентстві друку «Новости» він створив ще чимало видатних творів, наприклад, фоторепортаж про академіка Миколу Амосова.
За роки своєї творчої діяльності удостоївся безлічі різноманітних вітчизняних та зарубіжних нагород. Багато виконаних ним робіт зберігаються в колекції негативів Державного центрального музею сучасної історії Росії.
Помер у 1980 році.

## Нагороди
Нагороджений орденами Червоної Зірки, Вітчизняної війни I ступеня, двома орденами Трудового Червоного Прапора і медалями. Заслужений працівник культури РРФСР.

## Галерея

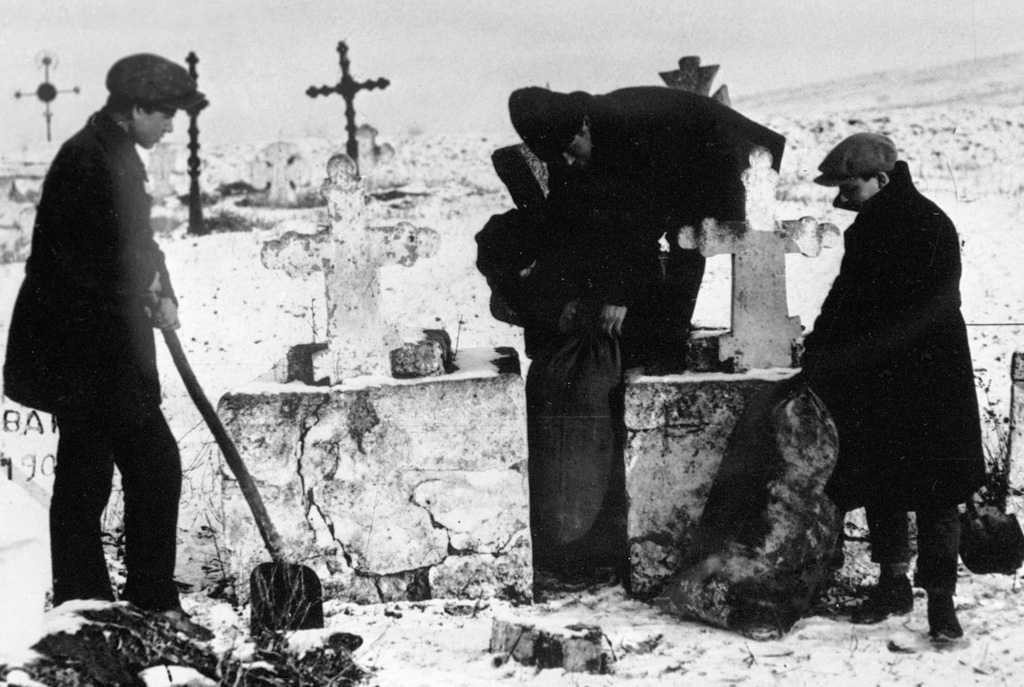
«Вилучення зерна у куркулів», Україна, 1930
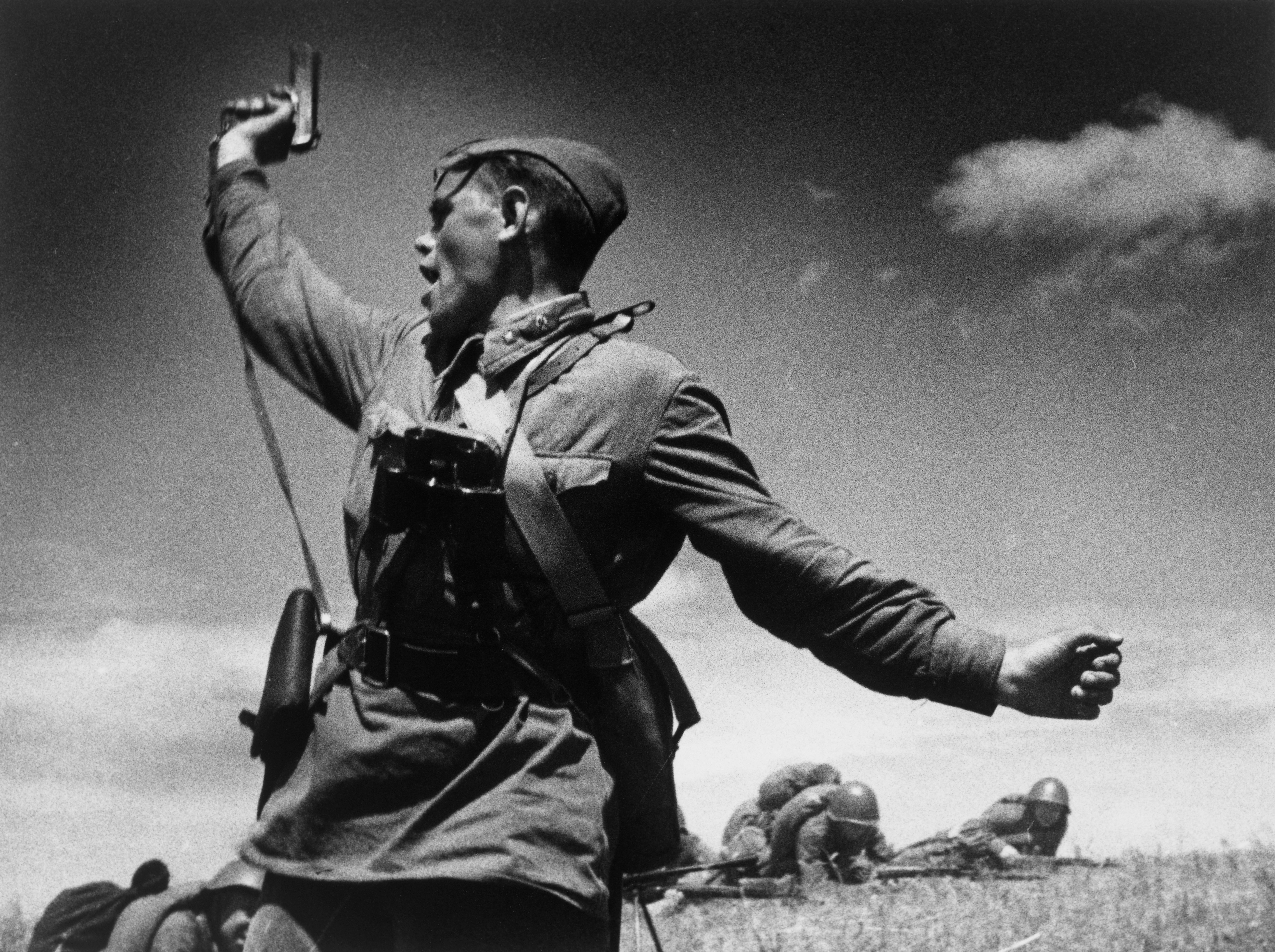
Комбат
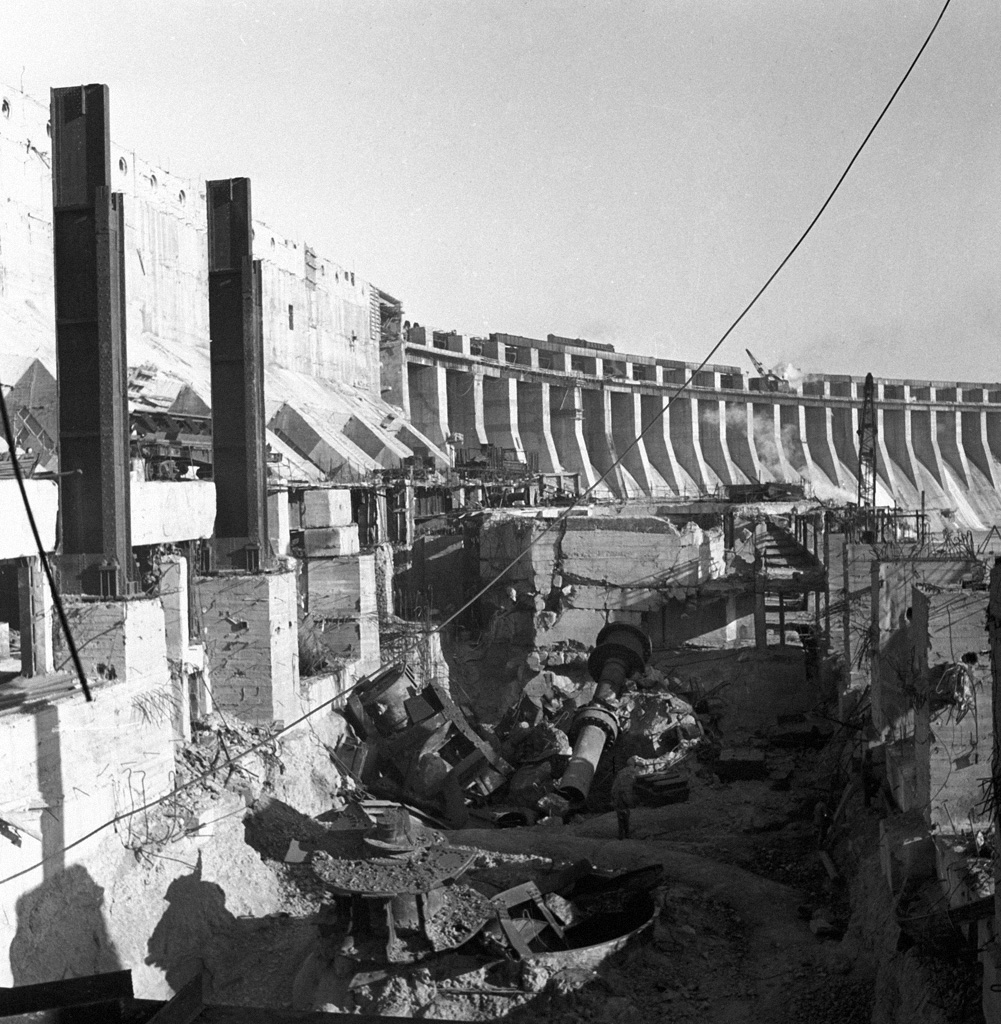
Зруйнований Дніпрогес